# Kanoshopora droserae
Kanoshopora droserae is een mosdiertjessoort uit de familie van de Orbiporidae. De wetenschappelijke naam van de soort is voor het eerst geldig gepubliceerd in 2007 door Ernst, Taylor & Wilson.